# Ceferino Giménez Malla
Ceferino Giménez Malla, conocido como El Pelé o el Tío Ceferino (Fraga, 24 de agosto de 1861-Barbastro, 9 de agosto de 1936) fue un laico español de etnia gitana perteneciente a la Tercera Orden de San Francisco. Asesinado por milicianos revolucionarios en las primeras semanas de la guerra civil española, fue declarado mártir y beatificado por la Iglesia católica en 1997.

## Vida
Antes de su conversión, Ceferino era tratante de caballos y artesano de cestería. Hombre de profundas convicciones religiosas, asistía a misa diariamente, comulgaba con frecuencia y rezaba cotidianamente el rosario. Aunque no supo nunca ni leer ni escribir, era amigo de personas cultas y fue admitido como miembro en diversas asociaciones religiosas: Jueves eucarísticos, Adoración nocturna, Conferencias de San Vicente de Paúl e ingresó como laico en la Orden Franciscana Seglar en 1902. Llevó fama de caritativo y piadoso, y participaba en catequesis de niños y asistencia a enfermos y pobres.
En una ocasión, fue injustamente acusado de robo y encarcelado, aunque finalmente fue declarado inocente. Durante su juicio, el abogado que lo defendía dijo: 

«El Pelé no es un ladrón, es san Ceferino, patrón de los gitanos»

## Martirio

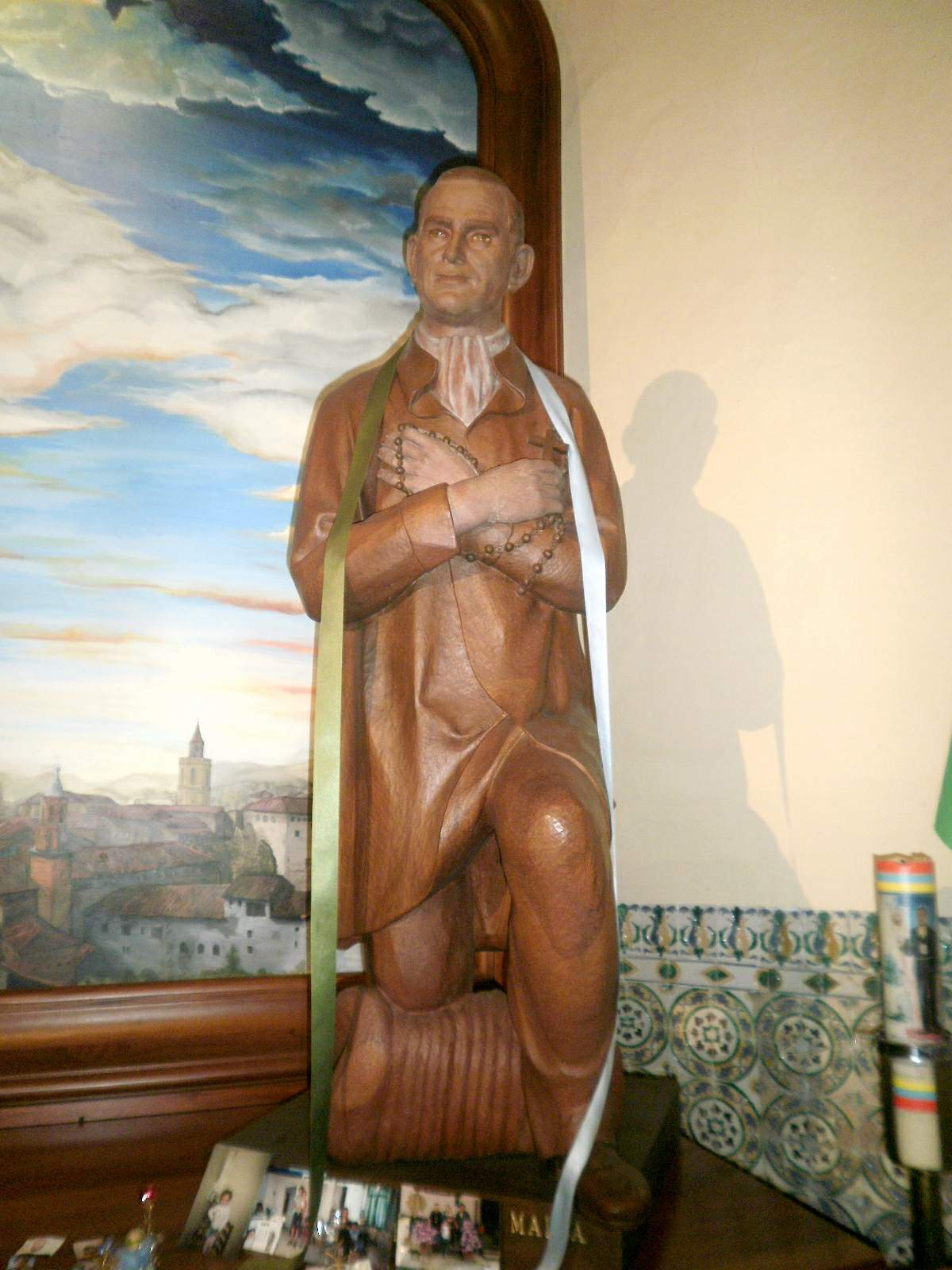
Talla del beato Ceferino Giménez Malla en la Iglesia de San Francisco de Barbastro

Destacó por un gesto de heroísmo; durante la guerra civil española, en 1936, un grupo de milicianos republicanos estaban golpeando a culatazos a un sacerdote, por lo que Ceferino los reprendió por su conducta provocando la ira de éstos; además llevaba consigo un rosario, por lo que lo tomaron preso y lo condenaron a muerte. Personas que le apreciaban le ofrecieron salvarle si abandonaba su rosario, pero se negó, sabiendo que ello le conducía a la muerte.
Murió, en coherencia con la vida que había vivido, fusilado en el cementerio de Barbastro, en 1936, con el rosario en la mano, mientras gritaba su fe: 

«Viva Cristo Rey»

Fue beatificado por el papa Juan Pablo II en 1997, siendo así el primer gitano martirizado en ser elevado a los altares, estando su proceso de canonización en la fase final.

"También en Barbastro el gitano Ceferino Giménez Malla, conocido como El Pelé, murió por la fe en la que había vivido. Su vida muestra cómo Cristo está presente en los diversos pueblos y razas y que todos están llamados a la santidad, la cual se alcanza guardando los mandamientos y permaneciendo en su amor"
Homilía de Juan Pablo II el día de su beatificación